# 雷根特爾雷姆山

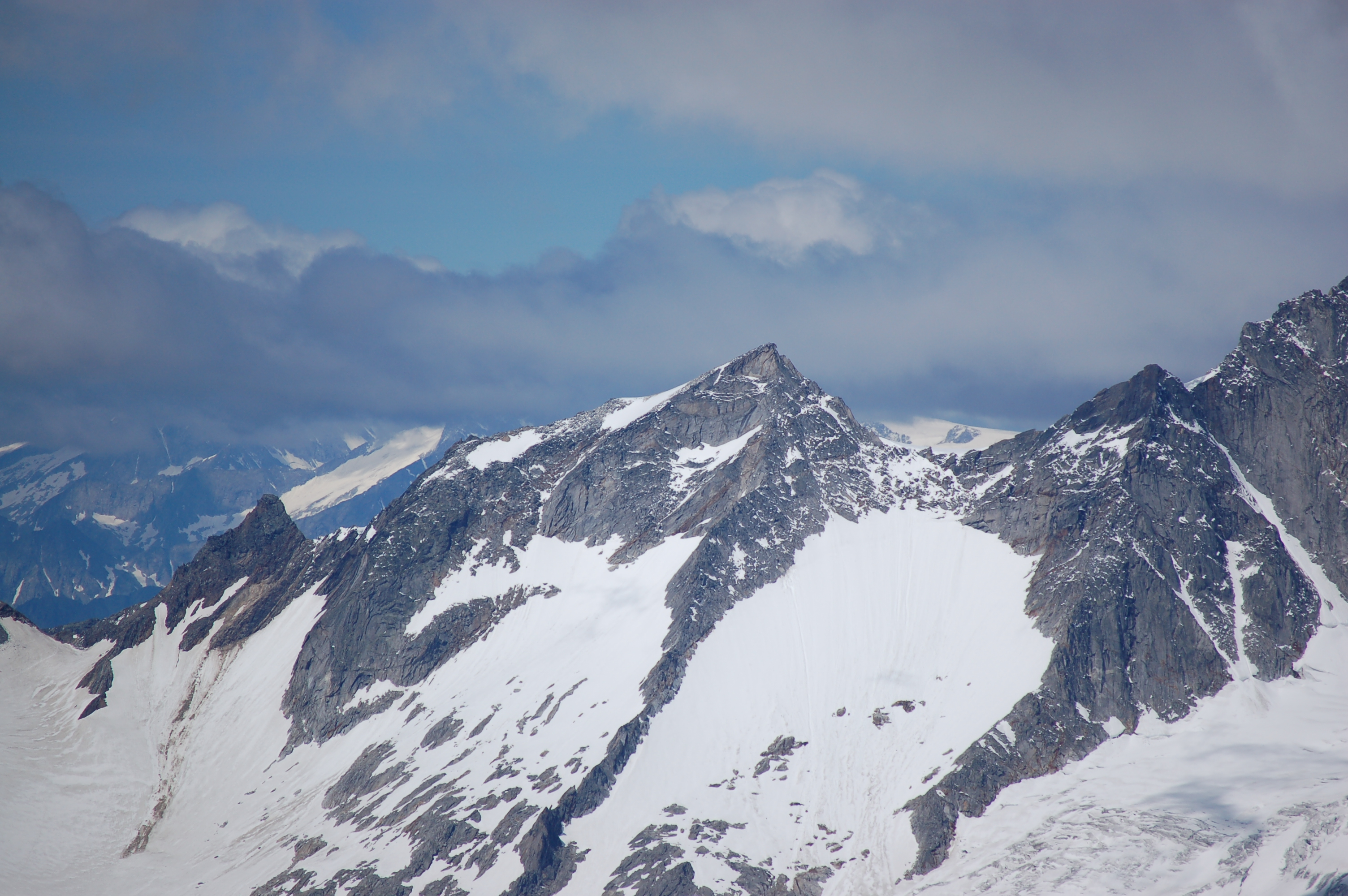

47°03′18″N 12°15′31″E / 47.054864°N 12.258552°E
雷根特爾雷姆山（德語：Reggentörlturm），是奧地利的山峰，位於該國西部，由蒂羅爾州負責管轄，屬於維內迪傑山脈的一部分，處於大韋內迪格山麓普雷格拉滕，海拔高度3,176米。